# Peddapanjani
Peddapanjani là một mandal thuộc huyện Chittoor, bang Andhra Pradesh.